# Међа (Свети Петар Ореховец)
Међа је насељено место у саставу општине Свети Петар Ореховец у Копривничко-крижевачкој жупанији, Хрватска. До територијалне реорганизације у Хрватској налазила се у саставу бивше велике општине Крижевци.

## Становништво
На попису становништва 2011. године, Међа је имала 180 становника.

## Попис1991.
На попису становништва 1991. године, насељено место Међа је имало 216 становника, следећег националног састава:
| Попис 1991.‍  | Попис 1991.‍  | Попис 1991.‍ | Попис 1991.‍ | Попис 1991.‍ |
| ------------ | ------------ | ----------- | ----------- | ----------- |
|              |              |             |             |             |
| Хрвати       | Хрвати       |             | 213         | 98,61%      |
| неопредељени | неопредељени |             | 1           | 0,46%       |
| непознато    | непознато    |             | 2           | 0,92%       |
| укупно: 216  |              |             |             |             |